# Großer Graben (Tagebau)

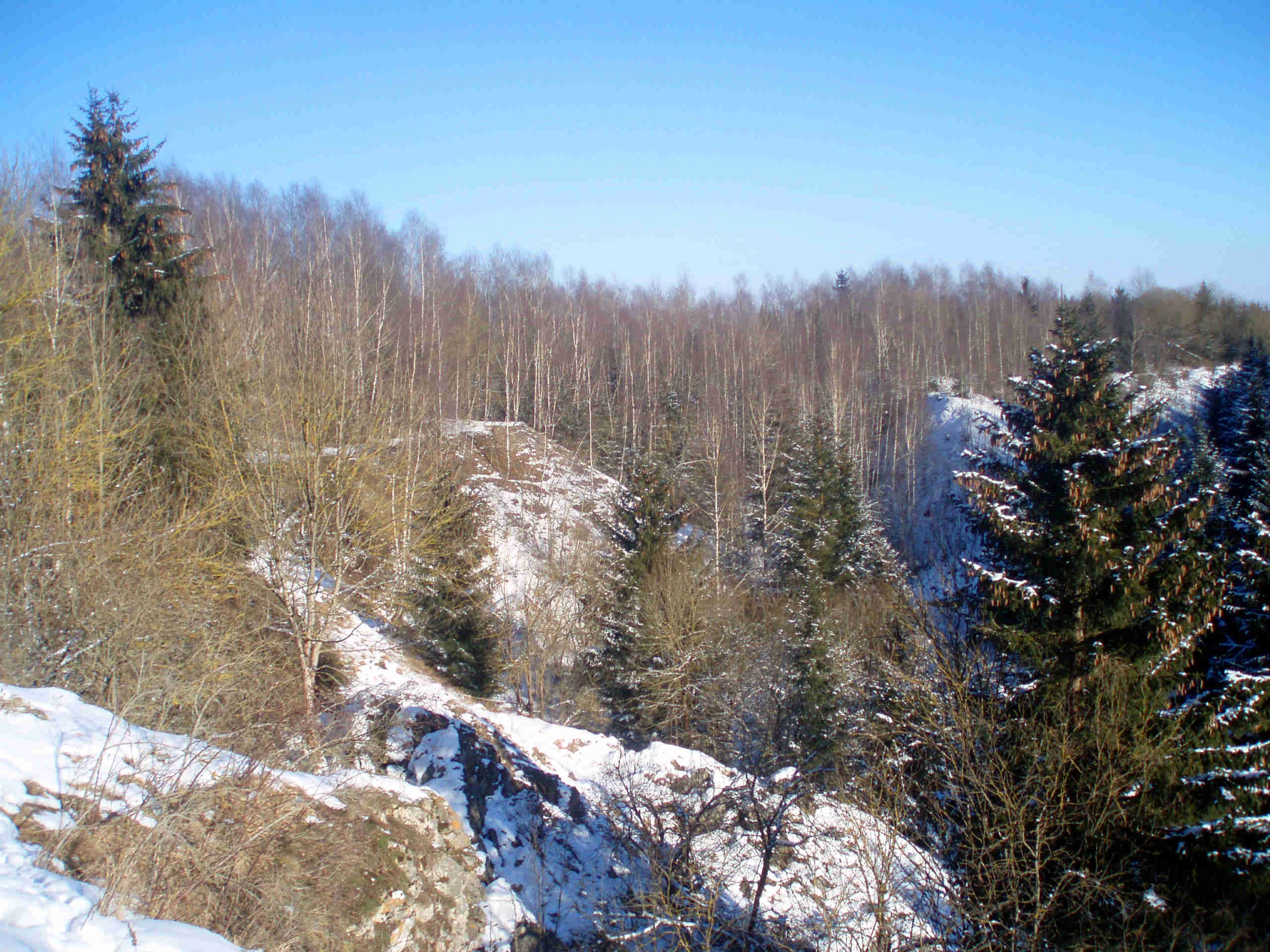
Großer Graben

Der Große Graben ist ein 1582 erstmals erwähnter Eisenerz-Tagebau auf der Hochfläche zwischen Elbingerode (Harz) und Rübeland.

## Geologie
Die Eisenerzlagerstätte Großer Graben gehört zum Elbingeröder Komplex, einer vulkanisch gebundenen Massivsulfidlagerstätte (VHMS). Der Elbingeröder Komplex wurde zwischen Untereifel und Klum gebildet, als sich in einem Meerestrog eine Schalsteinseriegenannte Vulkanitserie ablagerte, die in die untere, mittlere und obere Hauptgruppe untergliedert wird. Es gab mehrere vulkanische Phasen, zwischen denen sich Kalkstein-Riffe bildeten. Später sank dieser Komplex weiter ab und wurde von den Sedimenten der Umgebung überlagert. Im Variszikum wurde der Komplex stark verfaltet und anschließend mehrmals bruchtektonisch beansprucht. 
Die Erze des Großen Grabens sind hydrothermalen Ursprungs und lagern dem Keratophyrkegel auf. Es handelt sich um feinkörnigen Schwefelkies, der etwa 20 m mächtig ist. Ursprünglich trug die Lagerstätte einen Eisernen Hut, eine Schicht limonitischen Eisenerzes, die das Ziel des mittelalterlichen Bergbaus war. Dieses Brauneisen entstand durch Verwitterung des oberen Bereiches der ausbeißenden Massivsulfidlagerstätte.

## Bergbau
Zur Mitte des 19. Jahrhunderts erreichten diese Bergbauaktivitäten eine Teufe von etwa 40–50 Metern. Der zuvor natürliche Wasserabfluss war bei dieser Tiefe nicht mehr möglich, so dass man das Wasser mit Handpumpen abpumpte. Zur Wasserlösung wurden verschiedene Stolln aufgefahren und man ging zum Tiefbau über. 1925 kam der gesamte Elbingeröder Bergbau wegen Unwirtschaftlichkeit zum Erliegen.

## Heutige Situation
Heute ist die Pinge mit Bäumen bewachsen und an den Rändern abgesichert. Eine Aussichtsstelle am westlichen Pingenrand ermöglicht Besuchern einen Blick in die Tiefe. Dort befindet sich auch eine Dennert-Tanne. Neben der Pinge befand sich der obere Betriebsteil des Bergwerks Elbingerode. Unterhalb der Pinge im Tal des Mühlbaches liegt das Besucherbergwerk Drei Kronen & Ehrt.